# Anthony Conroy
Anthony Joseph „Tony” Conroy (Saint Paul, Minnesota, 1895. október 19. –  Saint Paul, Minnesota, 1978. január 11.) olimpiai ezüstérmes amerikai amatőr jégkorongozó.
Az 1920-as nyári olimpián ezüstérmet nyert az amerikai férfi jégkorong-válogatottal, az elődöntőben 2–0-ra kaptak ki a későbbi győztes kanadai válogatottól, a rájátszás során pedig előbb a svéd, majd a csehszlovák válogatottat verték nagy arányban, megszerezve ezzel az ezüstérmet.
Már középiskolás korában a legmagasabb szinten játszott mint amatőr, és 1917-ben megnyerte a McNaughton-trófeát a St. Paul Athletic Clubbal. A csapat később profi lett, és a St. Paul Saints nevet vették fel. 1929-ig volt a csapatban, és a National Hockey League-be is hívták, de nemet mondott az utóbbira.